# یاتسک کاوالتس
یاتسک کاوالتس (لهستانی: Jacek Kawalec؛ زادهٔ ۲۹ سپتامبر ۱۹۶۱) بازیگر اهل لهستان است.
از فیلم‌ها یا مجموعه‌های تلویزیونی که وی در آن‌ها نقش داشته‌است، می‌توان به رنگ‌های خوشبختی، پدر متیو، در خوشی و سختی، عشق اول، در خیابان سپولنی، سال‌های شیرین و طایفه اشاره نمود.